# Muggiaea delsmani
Muggiaea delsmani is een hydroïdpoliep uit de familie Diphyidae. De poliep komt uit het geslacht Muggiaea. Muggiaea delsmani werd in 1954 voor het eerst wetenschappelijk beschreven door Totton. 